# Shirván-Salyan
La Región Económica de Shirvan-Salyan es una de las 14 regiones económicas de Azerbaiyán. Limita al oeste con Irán y con las regiones económicas de Mil-Mughan, Central Aran, Shirván montañosa, Absheron-Khizi, Bakú, y Lankaran-Astara. La región está formada por los distritos de Bilasuvar, Hajigabul, Neftchala, Salyán, así como la ciudad de Shirván. Tiene una superficie de 6080 km². Su población se estimó en 501,300 habitantes en enero de 2021.

## Historia
La Región Económica de Shirvan-Salyan se estableció el 7 de julio de 2021 como parte de una reforma del sistema de regiones económicas de Azerbaiyán. Su territorio, desde 1991 formaba parte de la más amplia «Región Económica de Arán» antes de 2021.

## Referencia
1. ↑  «New economic regions of Azerbaijan – LIST». Report News Agency. 7 de julio de 2021. Consultado el 24 de abril de 2024.
2. ↑  «Azərbaycan Respublikasında iqtisadi rayonların yeni bölgüsü haqqında Azərbaycan Respublikası Prezidentinin Fərmanı». president.az (en azerbaiyano).